# Filippo I Colonna
Filippo Colonna, 6º Príncipe de Paliano (1578 – 11 de abril de 1639),  foi um nobre italiano,  membro da família Colonna de Roma e o hereditário Grande Condestável na corte de Nápoles. Filho de Fabrizio Colonna e Anna Borromeo, era irmão de Marcantonio III Colonna
Filippo Colonna e Lucrezia Tomacelli-Cybo tiveram onze filhos:
- Ippolita, freira agostiniana no mosteiro de San Giuseppe de Ruffi em Nápoles em 1614, depois carmelita descalça no mosteiro de San Egidio em Roma a partir de outubro de 1628, como Irmã Maria Teresa del Gesù (1598/1599 - 1676);
- Federico (1600 - no cerco de Tarragona 25 de Setembro de 1641)[3], casou a 13 de Outubro de 1624 com Margherita Branciforte da Áustria (19 de Março de 1605[4] - 24 de Janeiro de 1659), filha de Dom Francesco Branciforte Barresi e de Dona Joana da Áustria, filha de Dom Giovanni da Áustria[5]. Era um pretendente ao título de Príncipe de Paliano, que o seu pai herdou do seu segundo filho. Teve um filho:
  - António (1625 - 16 de Dezembro de 1628), morreu de epilepsia ainda jovem[6].
- Anna (1601 - 31 de outubro de 1658), esposa de Dom Taddeo Barberini Príncipe de Palestrina, mais tarde cofundador do mosteiro de Regina Coeli;
- Girolamo (1604-1666), cardeal, cavaleiro da Ordem do Tosão de Ouro;
- Carlo (1606-1686), monge beneditino, arcebispo de Amásia (1643), patriarca de Jerusalém (1638);
- Marcantonio V (1608/1609-1659), Duque de Paliano, Cavaleiro da Ordem do Tosão de Ouro;
- Vittoria (11 de abril de 1610 - 22 de agosto de 1675), cofundadora do mosteiro de Regina Coeli, do qual se tornou abadessa, como Irmã Chiara Maria della Passione;
- João Batista (c. 1611 – 8 de abril de 1637), Patriarca de Jerusalém desde 1636;
- Próspero (28 de dezembro de 1613 - 5 de abril de 1656), Grão Prior da Ordem de Malta;
- Pietro (baptizado a 12 de Dezembro de 1616 - testado a 2 de Novembro de 1643), abade de San Clemente em Pescara;
- Francesco, morreu em criança. [7].